# Ošima (poloostrov)
Poloostrov Ošima (japonsky 渡島 半島, Ošima-hantó) je poloostrov v nejjižnější části nejsevernějšího japonského ostrova Hokkaidó. Jeho území je rozděleno mezi dvě podprefektury – Ošima a Hijama. Na svém jižním konci se rozděluje do dvou dalších poloostrovů – do jihozápadně mířícího poloostrova Macumae a jihovýchodně mířícího poloostrova Kameda.
V období Muromači se na poloostrově Ošima začali usazovat první japonští osadníci na ostrově Hokkaidó.